# Magyar Általános Gépgyár

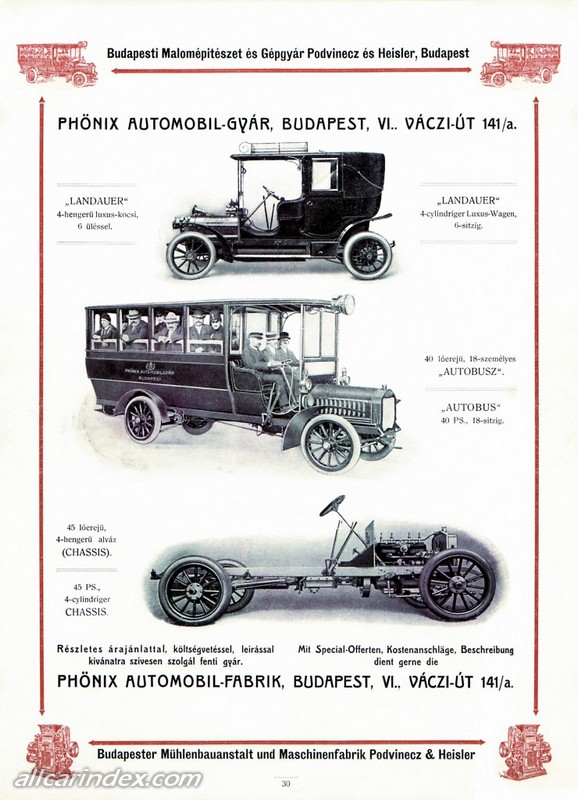
Phönix Modellkatalog von 1911

Magyar Általános Gépgyár, kurz MÁG, war ein ungarischer Hersteller von Automobilen, Motoren und Flugzeugen. Der Name bedeutet auf Deutsch: Ungarische allgemeine Maschinenfabrik.

## Unternehmensgeschichte
Das Unternehmen wurde 1884 von Daniel Podvinecz und Vilmos Heisler als Maschinenhandlung & Maschinenagentur in Budapest gegründet, die ab Juli 1895 als Mühlenbau- und Maschinenfabrik geführt wurde. Um 1902 montierten Podvinecz & Heisler im Auftrag der Leesdorfer Automobilwerke einen Kleinwagen. Nach Auflösung des Leesdorfer Unternehmens konnten sie die Produktionsanlagen und Restbestände der österreichischen Automobilfabrik günstig erwerben.
Automobile mit dem Markennamen Phönix nach Lizenz von Cudell wurden zwischen 1904 und 1912 hergestellt. Andere Quellen geben dafür abweichende Zeiträume an. 1900–1908, 1900–1911, 1900–1912 und 1906–1907.
1908 erwarben Podvinecz & Heisler die Bestände der liquidierten Alba Automobilwerke in Triest. Deren kleineres Modell mit 24 PS wurde als Phönix-Pkw verkauft, das größere mit einem 45 PS Aster-Motor ausgestattete Modell boten sie als Bus und Lkw ebenfalls unter dem Namen Phönix an.
Der Markenname MÁG wurde ab 1912 für Fahrzeuge nach eigenen Entwürfen verwendet. 1916 erfolgte der Umzug nach Mátyásföld, dort wurden bis 1919 Austro-Daimler-Flugmotoren in Lizenz gefertigt und etwa 200 Flugzeuge der Automobil- und Aviatikwerke AG und Fokkerwerke hergestellt. 1922 übernahm MÁG die ungarischen Fiat-Werke. Die Gesellschafter beschlossen 1929 die Liquidation der MÁG, aber erst 1933 wurden alle Arbeiten eingestellt und die Auflösung der Firma war endlich im April 1941 abgeschlossen.

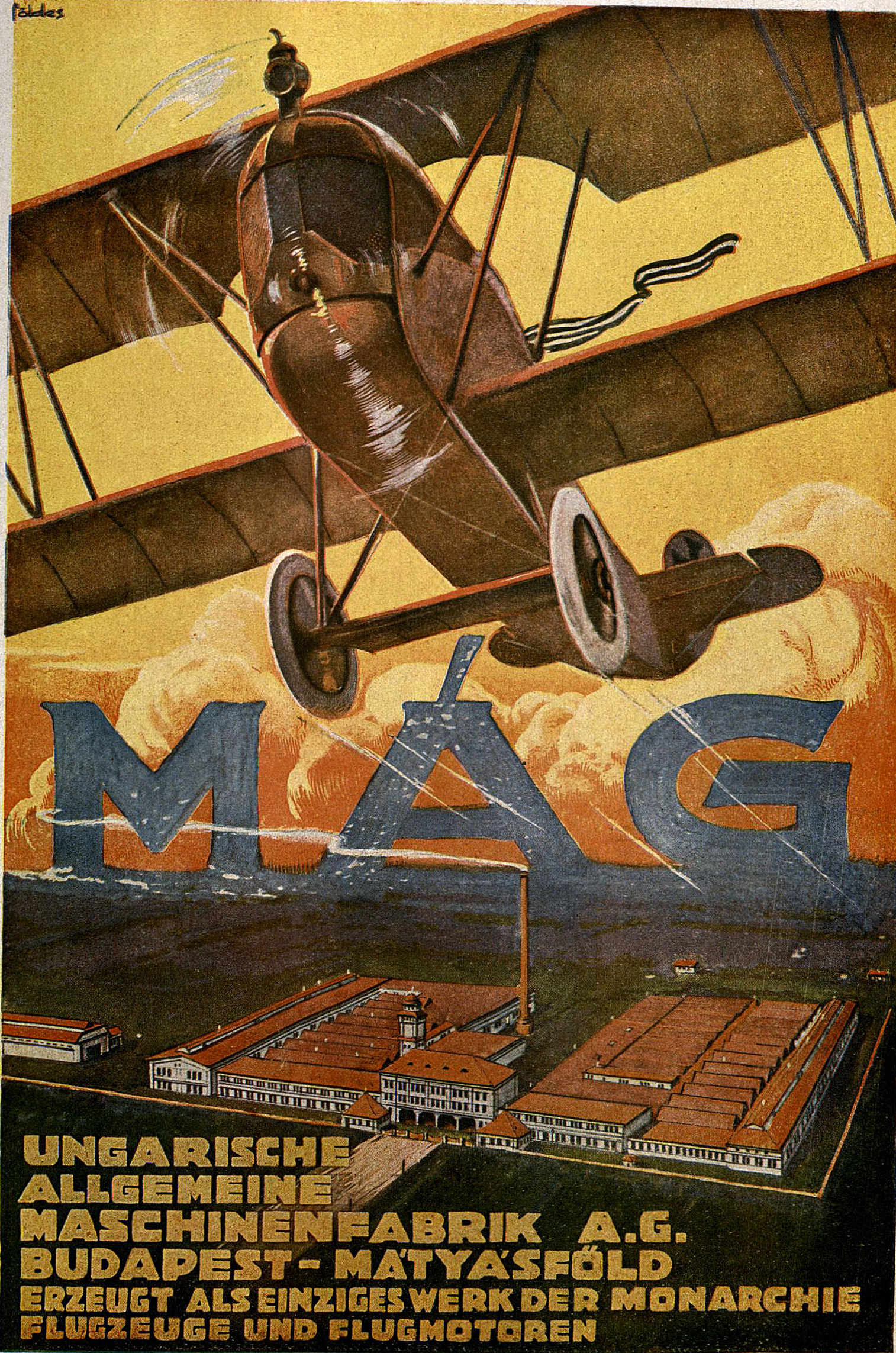
MÁG-Werbung in der Zeitschrift „Motor Braunbeck“ 1918

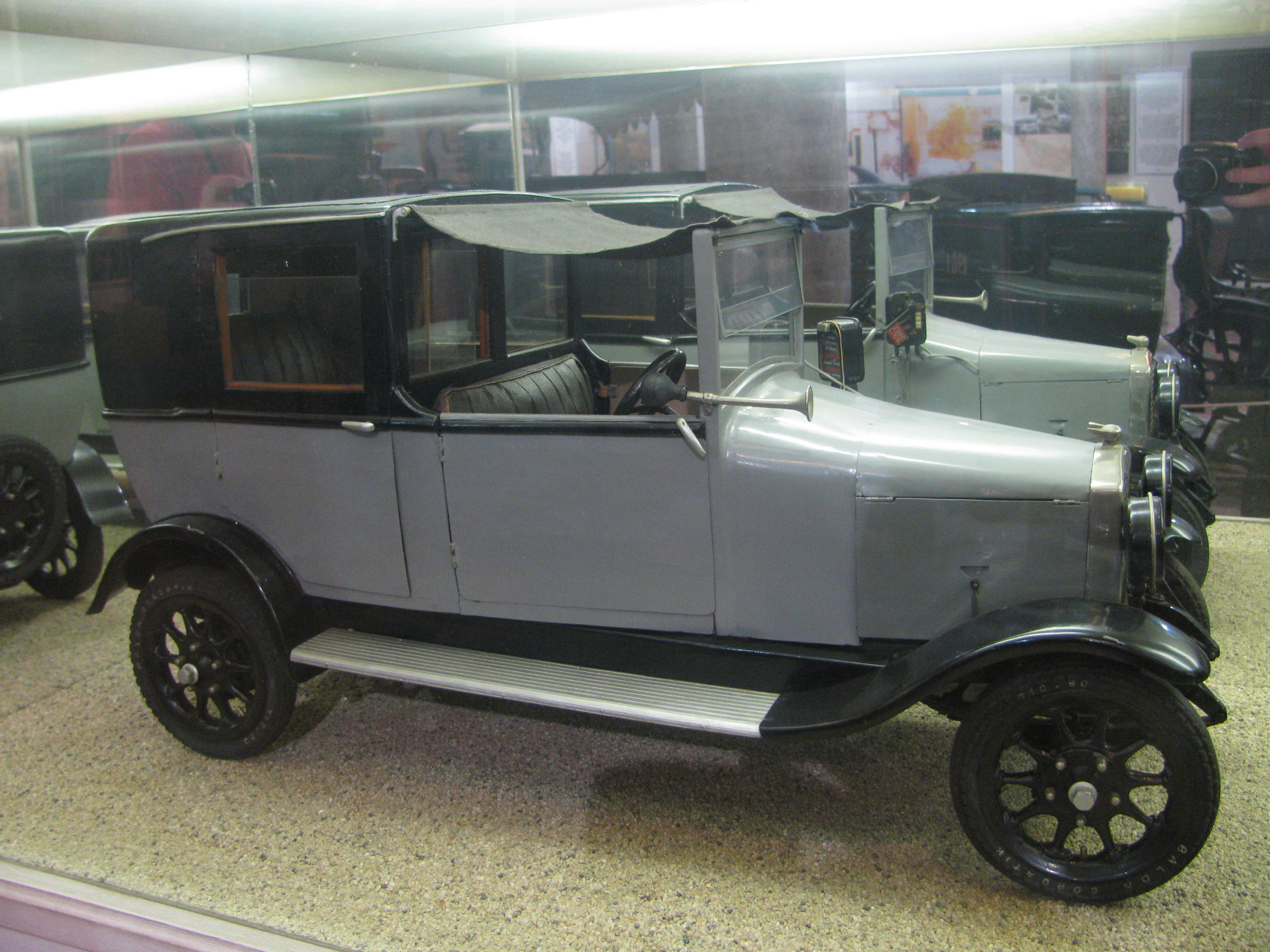
Magomobil Taxi; Baujahr 1924

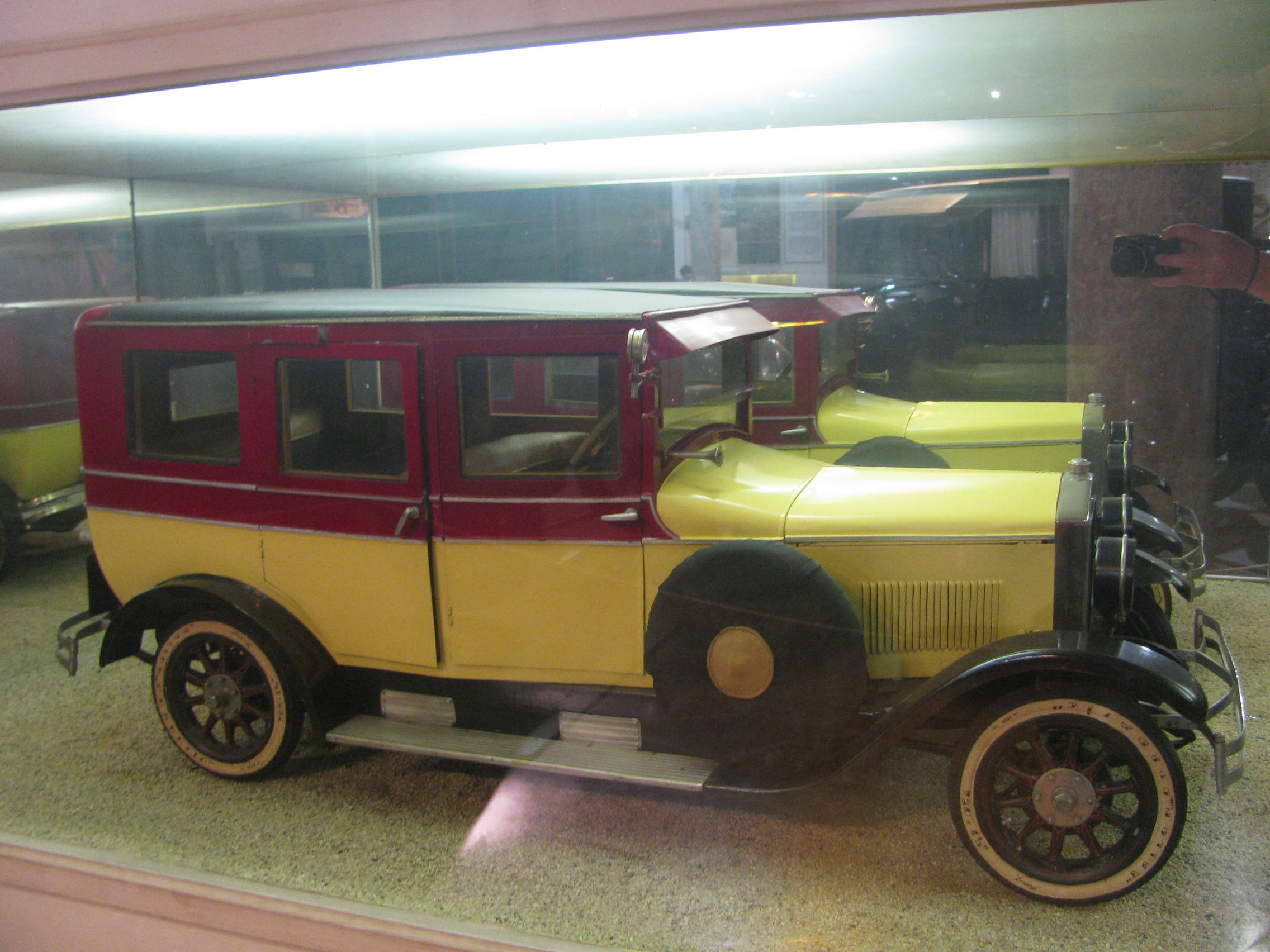
Magosix, Baujahr 1927

## Fahrzeuge
Insgesamt entstanden zwischen 1902 und 1929 etwa 2100 Automobile. Die Modelle 25 PS und 35 PS mit Vierzylindermotoren wurden zwischen 1912 und 1914 produziert.
Von 1920 bis etwa 1923 wurde für den Export von rund 50 Pkw nach England der Markenname WOHL-MÁG verwendet.
1924 begann MÁG mit der Herstellung des Modells Magomobil mit Vierzylindermotor und 1800 cm³ Hubraum, das auch exportiert werden konnte. Eine andere Quelle nennt einen Hubraum von 1292 cm³ mit 62 mm Bohrung und 107 mm Hub. Die Motorleistung lag bei 20 PS mit dem das Fahrzeug eine Höchstgeschwindigkeit von 75 km/h erreichte. Der Radstand betrug 2800 mm bei einer Spurweite von 1220 mm. Das Chassis wog 720 kg bei einem Gesamtgewicht von 980 kg in der Ausführung als Doppelphaeton. Der Tankinhalt lag bei 25 Litern. 1926 entstand zusätzlich das Luxusautomobil Magosix mit Sechszylindermotor und 2400 cm³ Hubraum und die Modellreihe Magotax.